# Сарники
Са́рники — село в складі Бурштинської міської територіальної громади Івано-Франківського району, Івано-Франківської області.

## Розташування
Серед мальовничої природи в низині між невеликими височинами розташоване село Сарники. Край села змійкою в'ється маленька річка Уїздівка, яка впадає у Гнилу Липу, притоку Дністра.

## Історія
Перша письмова згадка про це село датується 1436 роком.
У податковому реєстрі 1515 року в селі документується піп (отже, уже тоді була церква) і 3 лани (близько 75 га) оброблюваної землі.
На початку XX століття тут була започаткована діяльність «Просвіти», яка стала провісницею подальшої боротьби місцевого населення за своє соціальне і національне відродження та створення національної держави. Першими членами сільської «Просвіти» були Йосип Сидор, Іван Пархуць, Федір Королишин, Дмитро Скірин, Іван Войтків. Товариство організувало сільський хор, драматичний гурток. У селі проводились фестини, спортивні змагання. Пізніше було створено культурно-спортивне товариство «Каменяр», розвивалася торгівля. Спочатку цю сферу заполонили євреї, а потім було організовано дві свої, українські крамниці.
Важливу просвітницьку роль у Сарниках відігравали священики. Коли в 1937 році побудували церкву, парохом був о. Саляк.
У 1939 році в селі проживало 2000 мешканців (1870 українців, 20 поляків, 70 латинників, 40 євреїв).
У 1930—1950 роках селяни Сарник обстоювали свої права і в збройній боротьбі проти окупантів. Серед відомих членів ОУН були: М. С. Мединський (зв'язковий між селами Сарники, Нижня Липиця, Свистільники), Д Г. Гнилишин, П. М. Жмурій, М. І. Король (мав псевдо «Чех»), Теодозія Король, Іван Король, Семен Кліщ, Марія Мединська (зв'язкова, псевдо «Ластівка»), П. О. Непорадний, І. Олексин, І. Й. Стасюк, Д. М. Корда, І. М. Скірин та інші. 
Організація мала своїх прихильників, які допомагали ОУН, підтримували. Щоб пройти вишкіл і бути готовим до боротьби за незалежність України, багато хлопців вступило до Української дивізії «Галичина», серед них Дмитро Геба, Семен Вовк, Михайло Корда, С. Королишин, С. Сікорський та інші. Але наскочила війна і в наші села і міста. Ті, хто не хотів воювати за Гітлера або Сталіна, пішли в УПА, щоб боротися за самостійну Українську державу. Воювали вони в основному у місцевій самообороні або в сотні «Гайдамаки». Багато людей загинуло, десятки були заарештовані НКВД і засуджені, а також без суду і слідства депортовані в Сибір.
До 2020 року роль місцевої адміністрації виконувала Сарниківська сільська рада, в підпорядкування якої також входило село Діброва.
З 2020 року, в результаті адміністративно-територіальної реформи було ліквідовано Сарниківську сільську раду та Рогатинський район, а село увійшло до складу новоутвореної Бурштинської міської громади та новоутвореного Івано-Франківського району. Представництво місцевої адміністрації виконує староста Сарниківського старостинського округу Бурштинської міської ради.

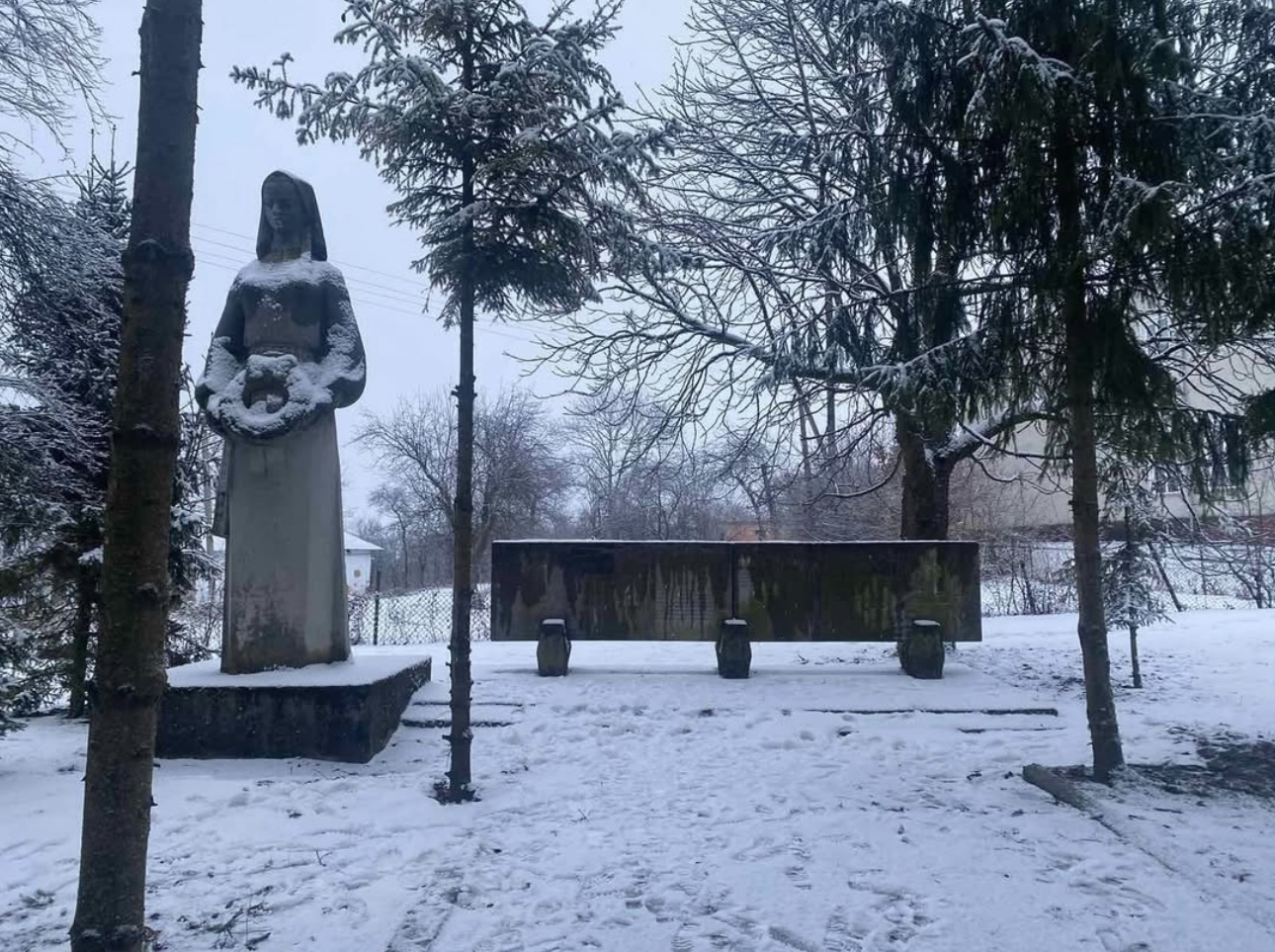
Памʼятник односельцям, які загинули на фронтах Другої світової війни

В цей же період Сарниківський навчально-виховний комплекс реорганізовано в Сарниківську філію Бурштинського ліцею імені Ольги Басараб Бурштинської міської ради, а пізніше через малу кількість учнів ліквідовано.
23 січня 2024 року відбулися громадські слухання щодо "Завершення декомунізації та деколонізації на території Бурштинської міської територіальної громади", що проходили в с. Діброва та с. Сарники. В результаті слухань у с. Сарники одноголосно вирішили привести "Памʼятник односельцям, які загинули на фронтах Другої світової війни" у належний стан, надпис на стеллі замінити сучасною плитою з оновленим списком загиблих. 

## Церква

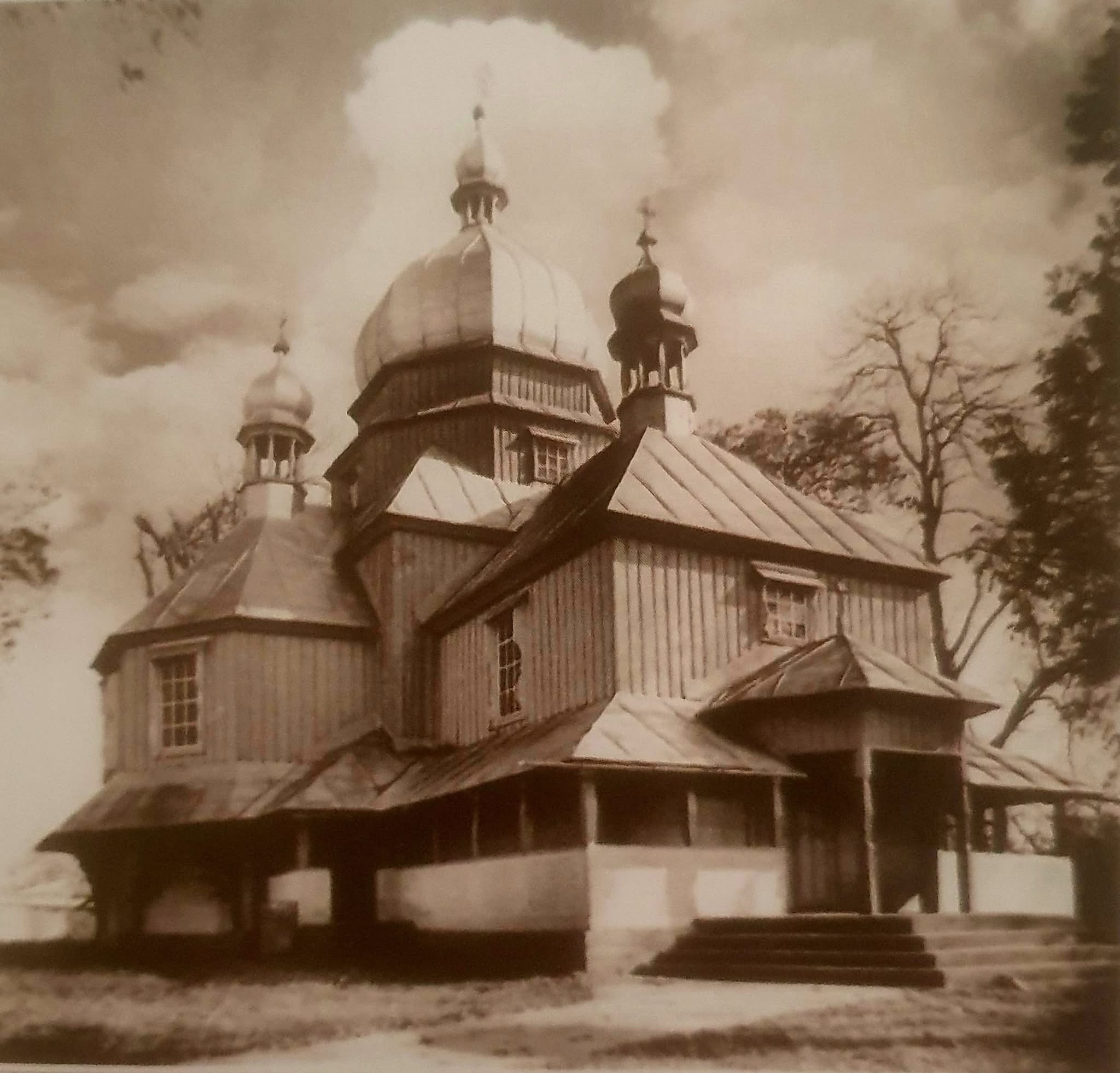
Церква Преображення Господнього

Вперше місцевий храм згадується в податковому реєстрі у 1578 р.
У 1713 р. коштом громади була зведена нова дерев'яна церква, відзначена в акті візитації 1741 р. Візитаційний акт 1756 р. розповідає, що це була деревʼяна трибанна будівля, всередині з чотириярусним іконостасом столярної роботи. Ця церква згоріла на початку        ХХ ст.
До 1937 р. у селі стояла тимчасова невелика каплиця.
У 1936 р. проект нового дерев'яного храму виконав рогатинський повітовий архітектор Роман Грицай.
Сучасна церква зведена упродовж 1936-1938 рр. Омеляном Роменським.
Це хрещата, однобанна споруда на підмурівку, з гранчастим вівтарем і бічними раменами та прямокутним бабинцем. Наву завершує світловий восьмерик, критий великою банею з ажурним ліхтарем і маківкою.
На гребенях пʼятисхилих дахів рамен і вівтаря та трисхилого даху бабинця встановлено великі ажурні ліхтарі з маківками.
Бабинець оточує підсіння-опасання, оперте на профільовані деревʼяні колони, яке переходить у підашшя навколо інших частин церкви, оперте на трикутні східчасті випусти, перерване ризницями.
Стіни надопасання шальовані вертикально дошками і лиштвами у 1960-хх рр., підопасання - відкритий зруб.

## Соціальна сфера[4]
- ЗОШ І-II ст. на 200 місць, навчались 35 учнів (директор Тетяна Федик, 12 учителів, 2 прибиральниці, 4 оператори котельні). На даний час не функціонує.
- ФАП (завідувач Раїса Жирій).
- Бібліотека.
- Поштове відділення.
- Клуб (завідувач Зоряна Шпінталь).
- Церква (настоятель о. Андрій Сегін)[5].
- Село газифіковане, вулиці частково освітлені.

## Відомі люди

#### Загинули (померли) внаслідок російсько-української війни
- Скірин Степан Іванович (9 січня 1979 - 6 грудня 2022, с. Званівка, Бахмутський район, Донецька область) - уродженець села Сарники. Солдат Збройних Сил України. Загинув при обороні України від російських окупантів.
- Шевчук Володимир (29 листопада 1969 - 20 червня 2023, м. Сіверськ, Бахмутський район, Донецька область) - мешканець села Сарники. Стрілець-зенітник зенітно-ракетної артилерійської бригади Збройних Сил України. Загинув при обороні України від російських окупантів.
- Скірин Дмитро Анатолійович (1 листопада 2000 - 24 червня 2023, с. Берестове, Бахмутський район, Донецька область) - виходець із села Сарники. Військовослужбовець 10-та окремої гірсько-штурмової бригада "Едельвейс". Загинув при обороні України від російських окупантів.